# Dschamtsyn Dawaadschaw
Dugarsürengiin Dawaadschaw (mongolisch Жамцын Даваажав; * 28. Juni 1953 in Teshig; † 2000) war ein mongolischer Ringer.

## Karriere
Dugarsürengiin Dawaadschaw trat bei den Olympischen Spielen 1976 in Montreal im griechisch-römischen Stil im Weltergewicht an, konnte jedoch keine Medaille gewinnen. Zwei Jahre später gelang ihm der Gewinn der Bronzemedaille bei den Asienspielen in Bangkok. Bei den Olympischen Spielen 1980 in Moskau konnte er im Freistilringen im Weltergewicht die Silbermedaille gewinnen.
Dawaadschaw nahm an drei Weltmeisterschaften teil (1977, 1979, 1981), konnte jedoch nie eine Medaille gewinnen.